# Pohjoinen Edesjärvi
Pohjoinen Edesjärvi är en sjö i kommunen Alavo i landskapet Södra Österbotten i Finland. Arean är 43 hektar och strandlinjen är 5,14 kilometer lång. Sjön  ingår i Lappo å huvudavrinningsområde.   Den ligger omkring 47 kilometer sydöst om Seinäjoki och omkring 270 kilometer norr om Helsingfors. 
I sjön finns öarna Syväkari och Salmenkari. 